# Подзор (текстиль)

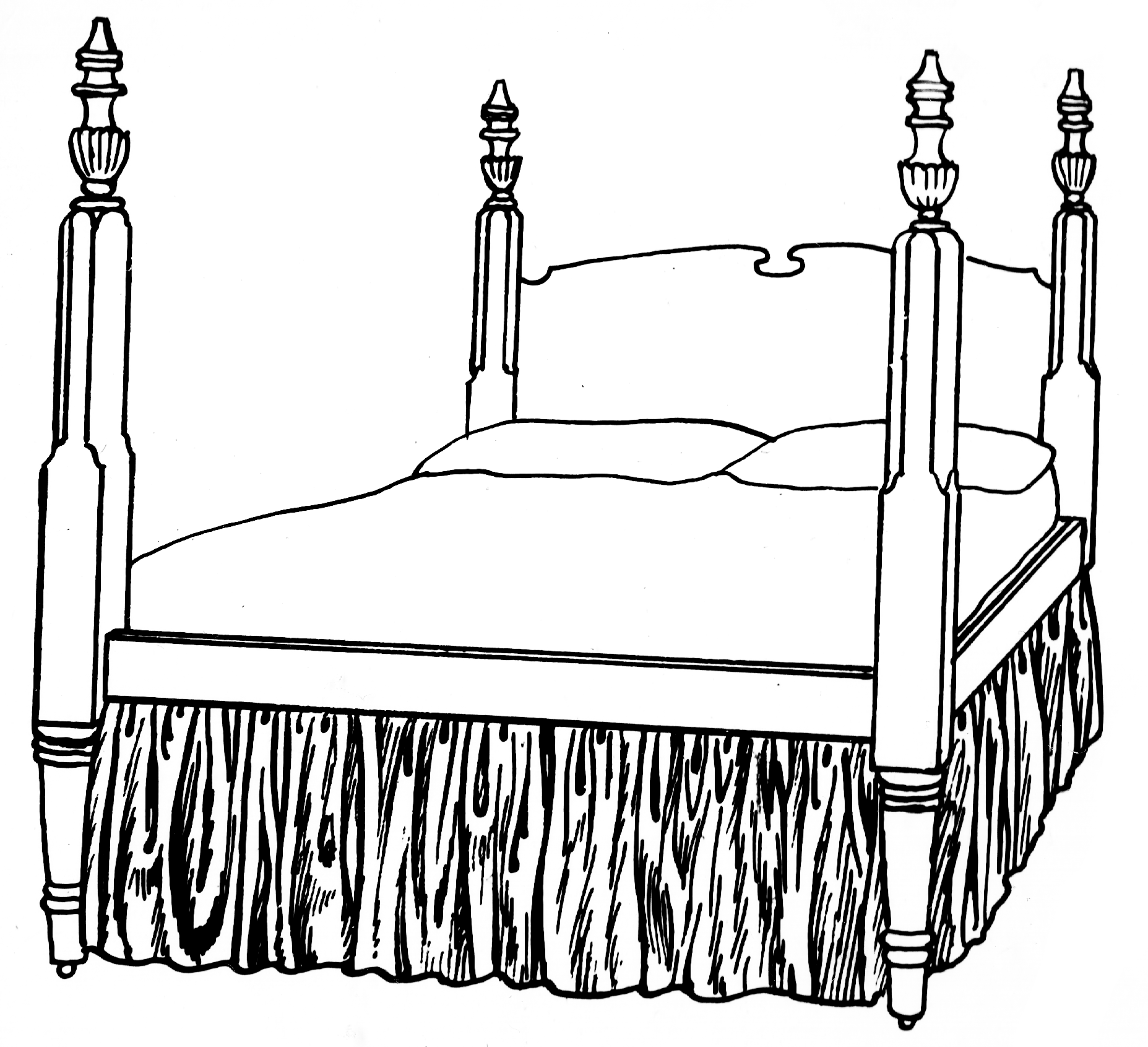
Иллюстрация кровати с подзором

Подзо́р (красноярск. около́док, омск., кемеровск. около́дка, бурятск. около́тка, томск. обколо́дка, приколо́дник; омск. отпу́с, смоленск. подузо́рник, кост., яросл. подве́с, пермск. поднаве́с, кост. свес, донск. заве́с, подзо́рник, архангельск. заве́са, псковск. зо́рник) — элемент декора кровати, представляющий собой полосу ткани, в том числе с вышивкой или кружевом, крепящуюся к спинкам кровати и пришиваемую к одному из длинных краев простыни либо покрывала, так что при застеленной постели подзор остаётся открытым и свисает над полом. Также подзор может прикрепляться к основанию кровати ниже матраса. Длина подзора может быть различной, включая до пола. Подзор, если он достаточно длинный, позволяет скрыть ножки кровати и находящееся под ней пространство (в частности, например, стоявший под кроватью ночной горшок). Кроме того, подзор может применяться и для других предметов мебели.

## История
Подзоры как элемент декора был распространён ещё в XVIII столетии. Так, в «Описи Преображенскому Новому дому» 1735 года среди предметов мебели в одной из спален упоминается дубовая кровать с шёлковым завесом зелёного цвета (украшенным позументом из золотных нитей) в количестве 4 штук, у которой также есть «подзор такой же с позументом золотным, у того подзору от стены сверху позументу нет, також и подзору от стены нет». Большинство белых русских подзоров, первое упоминание о которых датировано 1701 годом, было выполнено в конце XVIII — начале XIX века. В Великобритании подзоры кроватей были обычным явлением ещё в викторианскую эпоху, даже в рабочих семьях.
В 1950-х годах в СССР подзоры изготовлялись из бязи, мадаполама, а также льняных и полульняных тканей, они отделывались вышивкой (мережкой, филейной работы), кружевами (ручными и машинными), прошивками и кружевными мотивами; низ, как правило, украшался кружевом. На верху край подзора подгибался, в этот подгиб вдевалась хлопковая тесёмка, концы которой привязывались к концам кровати.

## Характеристика

### У русских

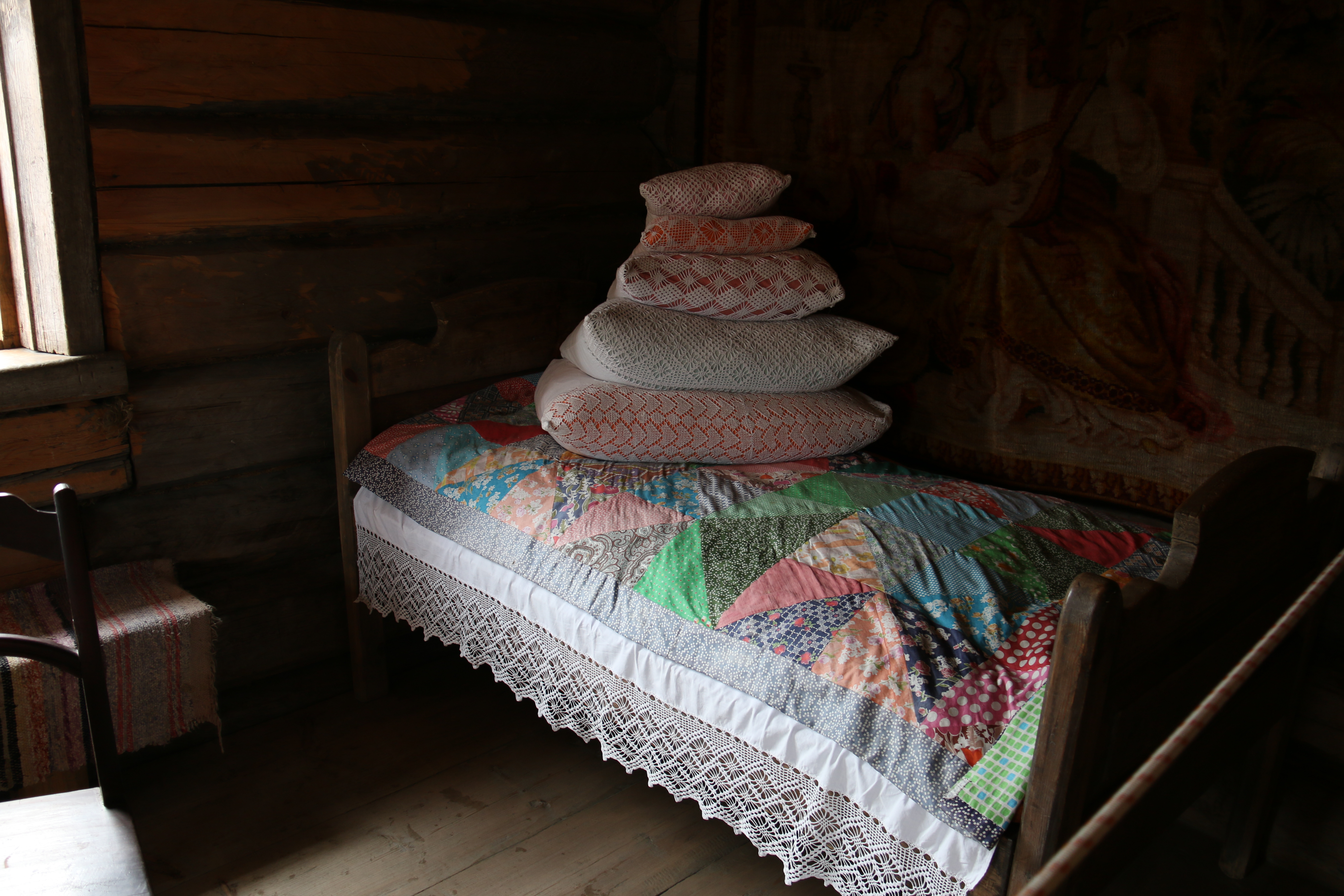
Подзор кровати, музей-заповедник Тальцы (Иркутск)

Подзоры кроватей прежде всего присутствовали в домах мещан, небогатых купцов и зажиточных крестьян.
Мотивы вышивок на русских подзорах разнообразны: встречаются геометрический и растительные орнаменты, изображения птиц (утки, петухи, павлины), животных (львов, барсов, коней), женских фигур, мотив мирового древа и образы мифологических животных и так далее. Вышивка исполнялась во множестве техник: роспись, крест, тамбур, настил по перевити, вологодское стекло и т. д. В кружевных подзорах (которые, как правило, белого цвета) используются геометрический и стилизованный растительный орнамент; концы кружевных подзоров украшены фестонами.
Для северорусских подзоров характерна вышивка красными или белыми нитями на белом фоне. Гораздо ярче цветовая гамма у среднерусских и южнорусских подзоров. В вышивке костромских и нижегородских подзоров часто используется шёлковая и золотая нить. В вологодских подзорах помимо вышивки прямо по полотну, также использовалась техника, при которой с помощью предварительного продёргивания нитей швов создавалась сквозная сетка, служившая фоном, канвой для последующего вышивания. Вологодские подзоры характерны многофигурными композициями, с использованием птиц и животных, включая фантастических, а также изображений зданий с колоннами и балюстрадами и «бар» — женщин в пышных юбках с кринолином и мужчин в кафтанах и париках по моде конца XVIII века (несмотря на то, что сюжеты вышивки уходят корнями в средневековье). Базовым элементом орнамента тверских и каргопольских подзоров (а также полотенец) было изображение женщины и всадника.
В средней полосе (в особенности в Костромской, Нижегородской, Московской губерниях) для декора вышитых подзоров характерно наличие целых сюжетных сцен: изображение охоты, гуляний и т. п. Сюжетные сцены изображают быт разных слоёв общества. Некоторые подзоры, зачастую петербургского производства, запечатлевают жизнь дворянства XVIII столетия (особой многофактурностью отличаются орнаменты подзоров, изображающие придворные празднества). Некоторые, как было указано выше, изображают быт помещиков. Подобный выбор сюжетов может быть связан с тем, что подзоры в XVIII-XIX веках изготовлялись на заказ высших слоёв общества, поскольку использовались прежде всего в их среде.

### У других народов
В Карелии подзоры для кроватей вошли в моду в XIX-XX веках. Низ подзоров имеет зубчатый край, в отделке используются кружева с геометрическим орнаментом. Сегодня традиционные подзоры ручной работы, изготовляемые из белых льняных нитей — народный промысел, они, в частности, продаются в Выборге в качестве сувенира. Подобные подзоры также бытовали в Финляндии, Дании и Швеции. Во Франции подобные кружевные подзоры украшали камины в сельских домах.
В Беларуси (в частности, на Брестчине) для изготовления подзоров (в частности, подзоров на полки) применялась т. н. вытинанка — техника вырезания изделий из чёрной или цветной бумаги. Подзоры вырезали из бумаги, сложенной в гармошку.
Подзоры бачатских телеутов выполнялись в технике лоскутного шитья поверх полосы хлопчатобумажной ткани, служившей основой изделия (так же изготовлялись культовые покрывала «кожбгб»). Они изготовлялись из сшитых между собой разноцветных прямоугольников, вытянутых вдоль края. По краю подзор обшивался широкой полосой из чёрного сатина или атласа и красным шнуром или кантом. Помимо декоративного значения, телеутские подзоры имели и ритуальное: они служили в качестве оберега.
Из других тюркских народов подзор бытовал, в частности, у татар (у них богато вышивался и вывешивался с передней стороны кровати) и турок (у них подзор супружеской постели вышивала и отделывала кружевом невеста).